# Rodrigue Moundounga
Pour les articles homonymes, voir Moundounga.
Rodrigue Moundounga est un footballeur gabonais né le 28 août 1982 à Libreville. Il évolue au poste de défenseur avec le CF Mounana.

## Carrière
- 1998-2003 : USM Libreville ( Gabon)
- 2003-2005 : Delta Téléstar Gabon Télécom FC ( Gabon)
- 2005-2007 : FC 105 Libreville ( Gabon)
- 2007-2008 : Delta Téléstar Gabon Télécom FC ( Gabon)
- 2008-2010 : Mangasport ( Gabon)
- 2010-2012 : Olympique de Béja ( Tunisie)
- 2012-201. : CF Mounana ( Gabon)

## Palmarès
- Championnat du Gabon de football : 2002, 2007
- Coupe du Gabon de football : 2002, 2008
- Coupe UNIFAC de clubs : 2005